# 澳門賽狗

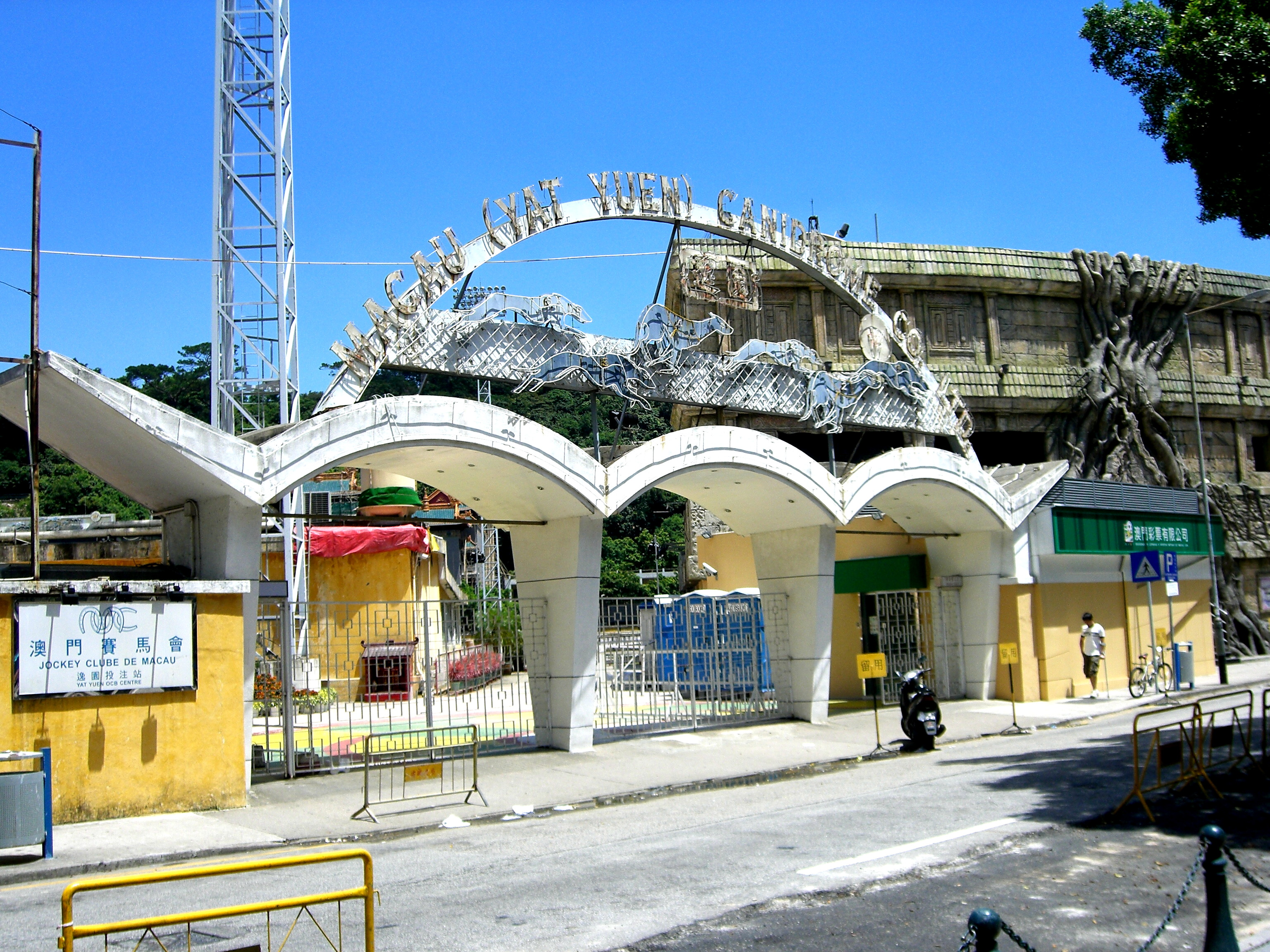
逸園賽狗場

澳門賽狗是指澳門曾經出現的賽狗（賽格力狗）活動。澳門的賽狗活動最初在1932年由港澳商人合辦，1963年9月開始由澳門逸園賽狗股份有限公司營辦，至2018年6月30日停辦。澳門曾經為亞洲唯一合法經營賽狗的地區，直至1999年越南引入賽狗賽事為止。賽狗賽事在逸園賽狗場進行，是澳門吸引觀光遊客和澳門博彩活動之一。

## 沿革
1930年，盧九家族、范潔朋等人組成的豪興公司投得澳門賭場專營權。1931年，范潔朋赴上海考察，見到賽狗博彩活動盛行，開始探詢在澳門辦賽狗的可行性，後来在澳葡政府要員支持下，以優惠價格在望廈山附近一土地興建簡單的跑狗場。自此，范潔朋等華人與美國人開創了澳門賽狗活動的歷史，澳門狗場於1931年8月啟業。賽狗活動初引入澳門時，其經營模式、比賽用的格力狗和部份器材皆引進自昔日上海兩個賽狗場。1932年元旦過後，澳門賽狗會隆重開幕。但當年這個賽狗場只有西邊看台、號道、狗宿舍和狗圈部分。1933年，澳門賽狗會因經營困難而停辦。範潔朋把賽狗會賣給外籍商人嘉理仁（Frederick Johnson Gellion，澳門電燈公司總經理），嘉理仁繼而在1934年轉賣給賭商畢侶儉。畢侶儉接辦澳門賽狗會后，易名為南華賽狗遊藝有限公司，辦起以賽狗為主的綜合性娛樂場，不久後因養狗開支大而停止賽狗，1936年起向政府申請經營賭博的娛樂場。隨着畢侶儉破產，賽狗場逐漸衰落，以至停辦。
1940年間，澳葡政府收回賽狗場並改為「五二八運動場」（即今蓮峰球場）。至1961年初，印尼華僑鄭君豹向政府申請恢復賽狗，並於同年8月簽訂為期8年的賽狗專營合約。專營權初改由香港注册成立的澳門跑狗娛樂公司擁有，同年11月再轉予澳門逸園賽狗有限公司（何賢任當年董事長）承辦，終於在1963年正式開業。狗場於同年9月28日下午四點半舉行開幕禮，並於當晚八點半舉行首場賽狗。
1983年12月6日何賢逝世後，後人將股權轉讓給由何添、何鴻燊、鄭裕彤組成的財團，重組了董事會及委任新的行政機構。之後澳門逸園賽狗有限公司屬澳門旅遊娛樂有限公司名下，澳門逸園賽狗有限公司與澳門政府續簽專營合約。
2017年，澳門特區公報刊登行政命令，延長澳門逸園賽狗股份有限公司經營賽狗專營批給合同期限，由2017年1月1日開始，至2018年7月20日。期間，賽狗場必須於2018年7月21日前遷離原址，而狗會如想續辦，必須改善對格力犬飼養和比賽安排，以及遷至符合城市規劃、特別是不影響民居的地方。

## 賽事

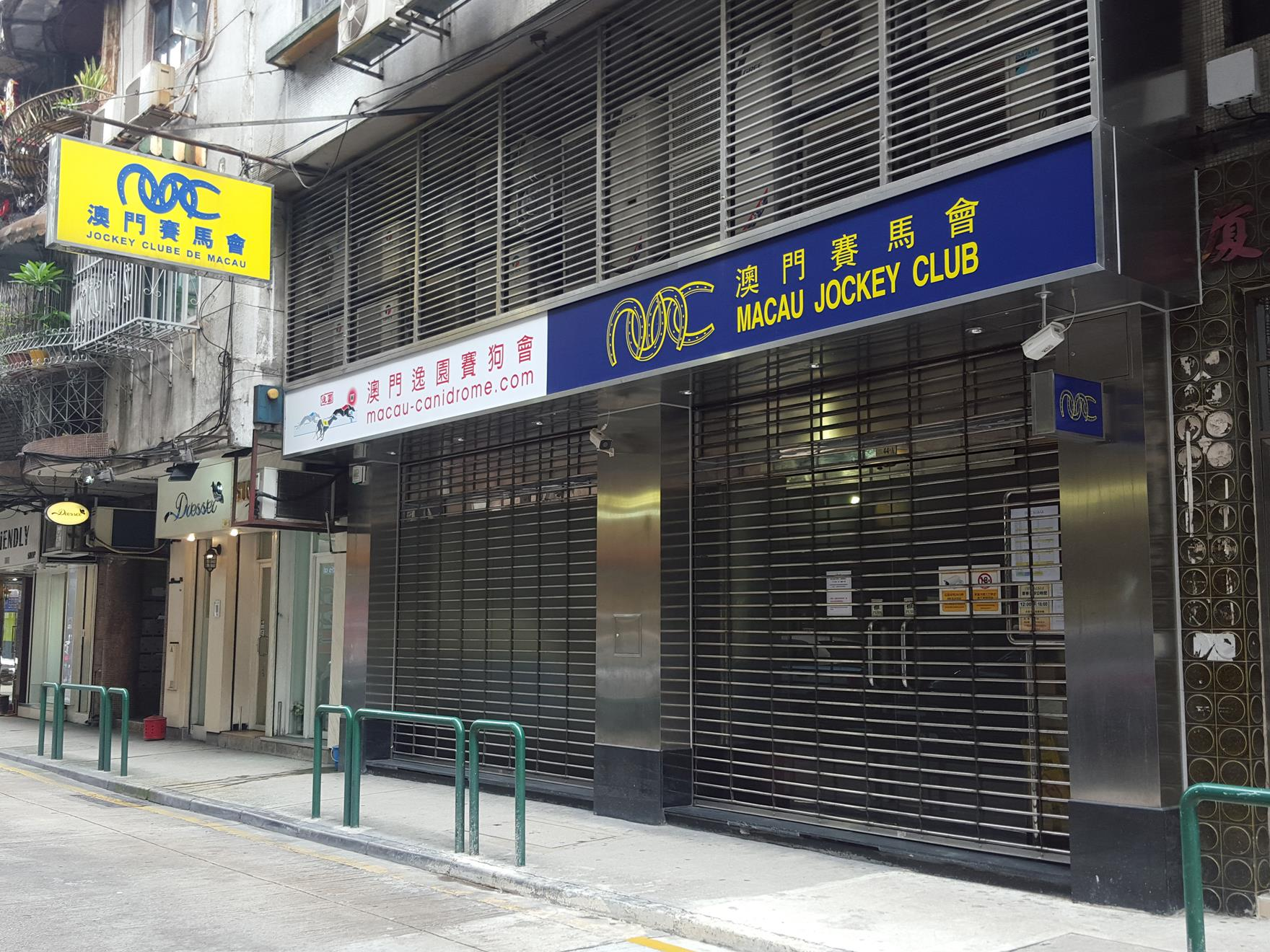
位於新橋的場外投注站

澳門的賽狗每周四天於澳門北區的逸園賽狗場進行。每賽狗日均進行18場比賽，賽事分350碼、510碼和550碼的中短途賽事。賽事在晚上進行，每場賽事由6-8隻格力狗穿上不同顏色戰衣出賽。公眾席入場費為澳門幣10圓（可用於投注）；包廂價錢為澳門幣80圓（星期一至星期四）或澳門幣120圓（星期五至星期日及公眾假期），另加每人最低消費30圓。賽狗投注方法包括：獨贏、位置、連贏、三重彩、三合彩(單T) 、孖Q、孖T、單雙（一場賽事前三名狗隻號碼之和）或過關投注。參與博彩的人士可於賽狗會內進行投注，也可以於各場外投注站進行投注。

## 傳播媒介
跟賽馬一樣，澳門三份報紙刊有「狗經」，提供往狗隻詳細資料與往績、預測貼士等資訊。1992至1997年在澳廣視中文台提供賽事直播。澳門賽馬會曾於2006年與澳門逸園賽狗會合作，夜賽轉播賽狗；2007年，賽狗暫停轉播，改為在澳門衛視與綠邨電台及網上直播。

## 外部連結
- 澳門逸園賽狗有限公司 （页面存档备份，存于）